# محوطه شماره ۱۹ حوزه رودخانه بمپور
محوطه شماره ۱۹ حوزه رودخانه بمپور مربوط به دوره اشکانیان است و در شهرستان ایرانشهر، بخش بمپور، دهستان بمپور غربی، ۲۵۰۰ متری جنوب غرب روستای حسین‌آباد واقع شده و این اثر در تاریخ ۱۳ آبان ۱۳۸۶ با شمارهٔ ثبت ۱۹۷۸۵ به‌عنوان یکی از آثار ملی ایران به ثبت رسیده است.